# Суноваров, Руслан Рахматуллоевич
Суноваров Руслан Рахматуллоевич — российский спортивный менеджер, промоутер, организатор международных турниров по кикбоксингу и смешанным единоборствам, является одним из создателей Федерации смешанных ударных единоборств R-1, советом учредителей выбран на должность Президента Федерации смешанных ударных единоборств R-1  , генеральный директор промоутерской компании «Оскар».

С 2005 года Суноваров являлся промоутером многих российских спортсменов, завоевавших титулы чемпионов мира по кикбоксингу и различным видам смешанных единоборств.

## Под руководством Суноварова чемпионами мира стали
- Анатолий Носырев (кикбоксинг, WKA, 2007 г.)[4][5]
- Александр Липовой (кикбоксинг, W5, 2008 г.)[6][7]
- Руслан Тозлиян (действующий чемпион мира по кикбоксингу, чемпион мира WAKO-PRO 2008 г., чемпион мира W5 2010 г.)[8][9]

## Биография
Руслан Суноваров родился в России, в г. Иваново. Вскоре после рождения родители Руслана, вместе с сыном, переехали в г. Нурек на строительство Нурекской ГЭС. В юности Руслан занимался греблей на байдарках и каноэ, выполнил мастера спорта СССР, стал Серебряным призёром чемпионата СССР по гребле на байдарках и каноэ среди юниоров. После профессионально занимался боксом и кикбоксингом, в 2005 году стал бронзовым призёром чемпионата мира по кикбоксингу по версии International Amateur Kickboxing Sports Association (I.A.K.S.A).
Образование: окончил Институт Физической культуры, школу переподготовки Британской Королевы в Москве, прошёл тренинги по управлению бизнесом, маркетингу и пиар-менеджменту.

В 2007 году организовал промоутерскую компанию «Оскар», а в 2010 году — Федерацию смешанных ударных единоборств R-1, международным представителем которой является знаменитый боксер, многократный чемпион мира по боксу Рой Джонс.

В 2012 году предлагал себя на роль промоутера Расула Мирзаева 

в 2015 году был номинирован на Ежегодную Национальную Премию AllFight.Ru и Академии Бокса
В настоящее время является промоутером многих спортсменов, в том числе с мировым именем: Александра Липового, Арчила Абуашвили (который в 2008 году планировал завершить свою карьеру, но, получив предложение от Суноварова, продолжил выступать) и др.